# Kodai Fujii
Kodai Fujii (藤井 航大 Fujii Kōdai?, nacido el 13 de enero de 1991 en Toyama) es un futbolista japonés que se desempeña como defensa.

## Trayectoria

### Clubes
| Club              | País  | Año         |
| ----------------- | ----- | ----------- |
| Kamatamare Sanuki | Japón | 2013 - 2016 |
| FC Machida Zelvia | Japón | 2017 - 2019 |

## Estadística de carrera

### J. League
| Club              | Año   | J. League | J. League | Copa J. League | Copa J. League | Total | Total |
| Club              | Año   | Part.     | Goles     | Part.          | Goles          | Part. | Goles |
| ----------------- | ----- | --------- | --------- | -------------- | -------------- | ----- | ----- |
| Kamatamare Sanuki | 2014  | 38        | 1         | -              | -              | 38    | 1     |
| Kamatamare Sanuki | 2015  | 40        | 1         | -              | -              | 40    | 1     |
| Kamatamare Sanuki | 2016  | 30        | 2         | -              | -              | 30    | 2     |
| FC Machida Zelvia | 2017  | 18        | 0         | -              | -              | 18    | 0     |
| Total             | Total | 126       | 4         | 0              | 0              | 126   | 4     |